# ローレンツ (オーストリア＝エステ大公)
ローレンツ・フォン・エスターライヒ＝エステ（ドイツ語: Lorenz von Österreich-Este, 1955年12月16日 - ）は、ベルギーの王族。最後のオーストリア皇帝・ハンガリー王カール1世の孫にあたる。

## 経歴
エスターライヒ＝エステ大公ローベルトと、マルゲリータ・ディ・サヴォイア＝アオスタ（アオスタ公アメデーオの長女）の長男として、フランスのブローニュ＝ビヤンクールで生まれた。ザンクト・ガレン大学、インスブルック大学で経済学を学ぶ。
1984年、リエージュ公アルベール（後のベルギー国王アルベール2世）の長女アストリッドと結婚した。1995年にアルベール2世からベルギー王子（Prince de Belgique）の称号を授けられた。
UCBに勤務。UCBでの修行の後、父親と同じスイスのプライベートバンク、E.Gutzwiller & Cie銀行の４人の頭取の一人としてバーゼルに勤務。
2015年、ルーマニア王室の諮問機関である王室評議会顧問官に就任した。
なお、オーストリアの君主主義者たちの中には、ローレンツこそが正当なオーストリア帝冠の継承者だとみなす者も少なからずいるという。

## 称号と敬称（英語）
- 皇室の殿下にして王室の殿下, ベルギー王子にしてオーストリア＝エステ大公なるローレンツ王子
英語: His Imperial and Royal Highness Prince Lorenz, the Archduke of Austria-Este, Prince of Belgium
略して：HI&RH Prince Lorenz of Belgium
または：HI&RH The Archduke of Austria-Este

## 子女
- アメデオ・マリー・ジョゼフ・カール・ピエール・フィリップ・パオラ・マルクス・ダヴィアノ（Amedeo Marie Joseph Carl Pierre Philippe Paola Marcus d'Aviano, 1986年 - ）
- マリア・ラウラ・ツィタ・ベアトリクス・ジェラール（英語版）（Maria Laura Zita Beatrix Gerhard, 1988年 - ）
- ジョアシャン・カール＝マリア・ニコラウス・イサベル・マルクス・ダヴィアノ（英語版）（Joachim Karl-Maria Nikolaus Isabelle Marcus d'Aviano, 1991年 - ）
- ルイーザ・マリア・アンナ・マルティーヌ・ピラール（英語版）（Luisa Maria Anna Martine Pilar, 1995年 - ）
- レティシア・マリア・ノラ・アンナ・ジョアシャン・ツィタ（英語版）（Laetitia Maria Nora Anna Joachim Zita, 2003年 - ）

## 栄典

スペイン市民功労勲章受勲者としての紋章

- ハプスブルク＝ロートリンゲン家：金羊毛騎士団
- スペイン：市民功労勲章（英語版）
- ドイツ：ドイツ連邦共和国功労勲章
- ポルトガル：エンリケ航海王子勲章